# Al-Horriya
El Al-Horriya (en árabe: الحرية) es un club de fútbol de Siria, de la ciudad de Alepo. Fue fundado en 1952 y juega en la Liga Premier de Siria. 

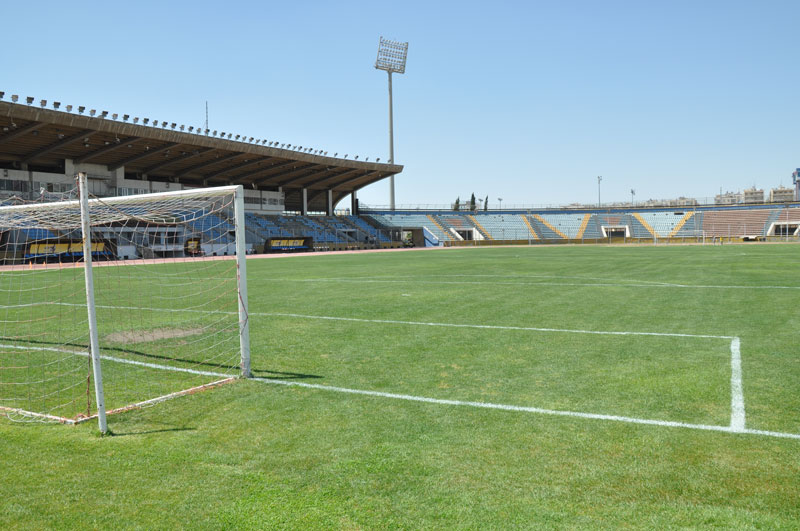
El Estadio Al-Hamadaniya.

## Historia
El equipo fue fundado en 1952 como Al Arabi. El 10 de agosto de 1972 se cambió el nombre por el de Al-Horriya, su nombre actual.
En 1980 el club consiguió quedar segundo en el campeonato de Liga, solo por detrás del Al-Shorta Damasco. En 1992 consiguió ganar la Liga y la Copa de Siria. Dos años más tarde volvió a proclamarse campeón de Liga.
El club cuenta, además de con la sección de fútbol, con una sección de baloncesto y otra de tenis.

## Palmarés
- Liga Premier de Siria: 2

1992, 1994
- Copa de Siria: 1

1992

## Estadio
El Al-Horriya juega en el Estadio Al-Hamadaniah. Tiene capacidad para 20.000 personas. Algunas veces el equipo juega en el Estadio Internacional de Alepo.